# Pha Mueang

Statue von Pha Mueang

Pha Mueang (vollständiger Name Pho Khun Pha Mueang, Thai: พ่อขุนผาเมือง; * Ende 12. Jahrhundert, † Mitte 13. Jahrhundert) war ein thailändischer Adeliger und Feldherr, der bei der Gründung des Königreichs Sukhothai eine bedeutende Rolle spielte.

## Herkunft

### Pha Mueang
Pha Mueang soll ein Nachkomme des legendären Nam Tham sein, eines Helden, dessen Name in den Stammbäumen vieler Tai-Völker erwähnt wird. 
Pha Mueangs weitere Herkunft wird von seinem Großvater in der so genannten „Inscription II“ beschrieben: er soll der Herrscher eines Stadtstaates (Mueang) namens Mueang Rat (เจ้าเมืองราด) gewesen sein. Wo Mueang Rat gelegen haben soll, ist heute umstritten. Viele glauben, dass er im Tal des Mae Nam Pa Sak zu finden sei. Daher haben die Einwohner von Phetchabun im Landkreis Lom Sak eine große Statue von Pha Mueang (อนุสาวรีย์พ่อขุนผาเมือง) errichtet. Der Historiker A.B. Griswold ist jedoch der Meinung, dass Mueang Rat sich aufgrund geographischer Gegebenheiten eher im Tal des Mae Nam Nan (Nan-Fluss) in der Nähe von Uttaradit befunden haben muss.
Pha Mueang hatte vom „Gott von Mueang Sri Sodharapura“ (Gott : ผีฟ้า, entspr. Skt. Devaraja), also dem König von Angkor, den Titel „Sri Indraditya“ zusammen mit dem „Schwert des Sieges“ (Phrasaeng Chaisri, พระแสงชัยศรี) verliehen bekommen, als Zusatz erhielt er den Khmer-Titel „Kamrateng An Pha Mueang“.
Gleichzeitig wurde ihm die „Tochter“ des Königs, Nang Sikhara Mahadevi zur Frau gegeben. Wahrscheinlich ist ihm aber auch ein „Eid der Loyalität“ gegenüber Angkor abverlangt worden.

### Bang Klang Thao
Von der Vorgeschichte von Bang Klang Thao (vollständiger Name: Pho Khun Bang Klang Thao, auch: Pho Khun Bang Klang Hao, พ่อขุนบางกลางหาว) sind nur wenige Daten bekannt. Er war Freund und Verbündeter von Pha Mueang. Bang Klang Thao war Herrscher des Stadtstaates Mueang Bang Yang (เจ้าเมืองบางยาง), dessen Lage ebenfalls unbekannt ist. A.B. Griswold vermutet es irgendwo zwischen Mueang Rat und Si Satchanalai, möglicherweise auch beim heutigen Ban Yang, welches etwa 7 km südlich von Neu-Sukhothai liegt.

## Befreiung von der Khmer-Herrschaft
Nachdem Jayavarman VII. um 1220 starb, schwand die Macht Angkors in den nordwestlichen Niederlassungen. In Sukhothai wurde vom Heerführer Khom Samat Klon Lamphong (ขอมสมาดโขลญลำพง) ein Außenposten des Khmer-Reiches gehalten. 
In der  „Inscription II“ wird weiter beschrieben, dass irgendwann – wahrscheinlich um 1238–1240 – Pha Mueang sein Heer mit dem von Bang Klang Thao vereinigte und in Richtung Sukhothai marschierte. Im folgenden Gefecht vor den Toren der Stadt kämpfte Bang Klang Thao gegen Klon Lamphong, beide vom Rücken ihrer Kriegselefanten aus: „Der kühne Klon Lamphong wurde vollständig bezwungen“.
Nach dem Sieg über die Khmer-Truppen vertraute Pha Mueang die Regierung von Sukhothai Bang Klang Thao an. Dieser zog nun mit seinen Mannen in Sukhothai ein. Etwas später wurde Bang Klang Thao von Pha Mueang als „Chao Mueang Sukhothai“ (Herrscher von Sukhothai, เจ้าเมืองสุโขทัย) geweiht. Dabei übertrug Pha Mueang seinen Titel „Sri Indraditya“ an seinen Mitkämpfer. Der neue König von Sukhothai erhielt ebenfalls das „Schwert des Sieges“ als Zeichen seines Erfolgs und als Palladion des neuen Königreiches. Sri Indraditya gilt heute als der Begründer der Phra-Ruang-Dynastie des Königreichs Sukhothai.